# Sarah Flood-Beaubrun

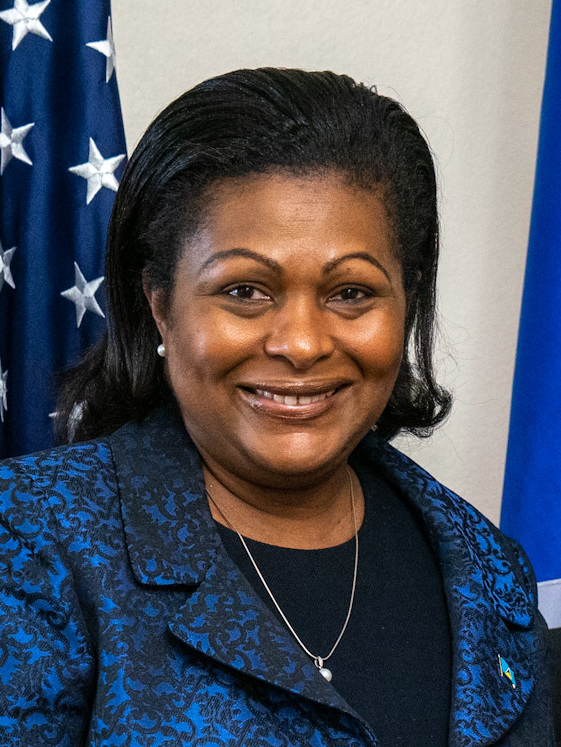
Sarah Flood-Beaubrun

Sarah Flood Beaubrun (sinh ngày 8 tháng 1 năm 1969) là một luật sư và chính trị gia người Saint Lucia. Bà ấy đã kết hôn và có hai đứa con.

## Tiểu sử
Flood Beaubrun được đào tạo tại Trường Trung học Toàn diện Castries và Trường Cao đẳng Cộng đồng Sir Arthur Lewis ở St. Lucia và sau đó tại Đại học Hull, nơi bà có bằng Cử nhân Luật (LLB-Hons). Bà đã làm Luật sau đại học tại Đại học Westminster, dẫn đến một mức độ của Luật sư Utter, và được gọi đến Luật sư của Anh và xứ Wales (1995) và Luật sư của Tổ chức Tòa án Tối cao Caribbean (1995).
Bà được bầu làm Nghị viên Quốc hội năm 1997  để đại diện cho khu vực bầu cử Trung ương Castries đánh bại Thủ tướng đang ngồi, và sau đó được bầu lại vào năm 2001. Cuộc bầu cử Flood Beaubrun và Menissa Rambally vào năm 1997 và 2001, theo Cynthia Barrow-Giles, "đã biến Hạ viện Hạ nghị viện St Lucia từ một 'trại toàn trai' ảo thành một quốc hội được bầu chọn tích hợp nhiều giới hơn". Lũ lụt Beaubrun từng là Bộ trưởng Bộ Y tế, Dịch vụ Nhân sinh, Quan hệ Gia đình và Quan hệ Giới tính trong chính quyền SLP trong nhiệm kỳ đầu tiên và trong nhiệm kỳ thứ hai với tư cách là Bộ trưởng Bộ Nội vụ và Quan hệ Giới tính.
Với tư cách là Bộ trưởng từ năm 1997 đến 2004, Flood Beaubrun đã giám sát việc xây dựng cơ sở cải huấn mới đầu tiên ở St. Lucia trong hơn 100 năm, nâng cấp hoàn toàn và cải thiện các tiêu chuẩn quốc tế của khu vực tiếp nhận chính của đảo y tế tổ chức, thành lập trung tâm hỗ trợ phụ nữ đầu tiên cho phụ nữ bị lạm dụng, thành lập chương trình phòng chống lây truyền HIV từ mẹ sang con ở St. Lucia, cộng với các chương trình khác. Dưới sự tập trung và lãnh đạo của mình, bà đã mang đến một sự tập trung hoàn toàn mới về vấn đề kinh khủng về việc điều trị sức khỏe tâm thần và giam giữ những người bị thách thức về mặt tinh thần ở St. Sự tập trung và làm nổi bật này sau đó đã dẫn đến việc thành lập một tổ chức chăm sóc sức khỏe tâm thần mới ở St.
Sau cuộc tổng tuyển cử vào tháng 12 năm 2006, Sarah Flood Beaubrun trong lịch sử đã được chọn là nữ Chủ tịch Hạ viện đầu tiên của St. Lucia có hiệu lực vào ngày 9 tháng 1 năm 2007. New York và đã được thành công trong vai trò Chủ tịch Hạ viện bởi một người phụ nữ khác, Rosemary Husband-Mathurin
Flood Beaubrun đã thiết lập một danh tiếng mạnh mẽ ở St. Lucia, Caribbean và quốc tế như một người bảo vệ thuyết phục về nhân quyền và nhân phẩm. Bà đã nói ở nhiều diễn đàn Caribbean khác về những vấn đề này và mối quan hệ của họ với quản trị tốt trong khu vực.
Flood Beaubrun một lần nữa tranh cãi và giành được ghế Trung tâm Castries trên vé của Đảng Công nhân Thống nhất trong cuộc tổng tuyển cử năm 2016. Bà được bầu làm Phó Chủ tịch Hạ viện vào ngày 12 tháng 7 năm 2016.